# Erhard Raus
Erhard Raus (8 de enero de 1889 - 3 de abril de 1956) fue un general en la Wehrmacht de la Alemania Nazi durante la II Guerra Mundial. Comandó la 6.ª División Panzer durante los primeros años de la guerra en el frente oriental antes de asumir mandos de ejército y grupo de ejércitos. Raus fue uno de los tres austriacos quienes alcanzaron el rango de Generaloberst (Coronel General) dentro de la Wehrmacht alemana. Los otros dos fueron Alexander Löhr y Lothar Rendulic.

## II Guerra Mundial
El 7 de septiembre de 1941, durante la Operación Barbarroja, Raus fue seleccionado como comandante en funciones de la 6.ª División Panzer. El 15 de septiembre, la 6.ª División Panzer, menos su artillería, fue transferida al Grupo de Ejércitos Centro para tomar parte en la Operación Tifón, el avance hacia Moscú. El 11 de octubre recibió la Cruz de Caballero. La unidad de Raus fue transferida al LVI Cuerpo Panzer.
A principios de abril, la 6.ª División Panzer fue transferida a Francia para reavituallamiento y descanso; Raus fue elegido comandante de la división el 29 de abril. A mediados de noviembre de 1942, la división abandonó Francia por la Unión Soviética. Después del fracaso de la Operación Citadel (la ofensiva de Kursk), organizó la retirada de las unidades del Eje a lo largo del río Dniéper. El 10 de diciembre de 1943 fue seleccionado como comandante en funciones del 4.º Ejército Panzer. Algunos días más tarde movió las divisiones a lo largo del río así como miles de ganado saqueado y caballos. Raus comandó el 1.º Ejército Panzer, el 3.º Ejército Panzer (1944) y el XI SS Cuerpo Panzer (1945).
Después de la guerra, Raus escribió y coescribió varios libros y publicaciones centrados en el análisis estratégico de las tácticas de tanques utilizadas por sus fuerzas en el Frente Oriental. Raus murió el 3 de abril de 1956. Fue enterrado en Viena con plenos honores militares el 6 de abril.

## Condecoraciones
- Cruz de Hierro (1939)  2.ª Clase (29 de junio de 1941) & 1.ª Clase (6 de julio de 1941)[9]
- Cruz Alemana en Dorado el 14 de febrero de 1943 como Generalmajor y comandante de la 6.ª División Panzer[10]
- Cruz de Caballero de la Cruz de Hierro con Hojas de Roble
  - Cruz de Caballero el 11 de octubre de 1941 como Oberst y comandante de la 6. Schützen-Brigade[11]
  - Hojas de Roble el 22 de agosto de 1943 como General der Panzertruppe y comandante general del XI. Armeekorps[11]

## Obras
- Panzer Operations: The Eastern Front Memoir of General Raus, 1941–1945 (with Steven H. Newton), ISBN 978-0-306-81247-7
- Peculiarities of Russian warfare (German report series, 1949), OCLC 38291522
- Tactics in unusual situations (Small unit tactics, 1951), OCLC 37669938
- Improvisations and field expedients: Their use as instruments of command (1951), OCLC 38373401
- Effects of climate on combat in European Russia (German Report Series, CMH Pub 104-6, 1952)
- The Pomeranian battle and the command in the east (1952) OCLC 14445144
- Strategic deceptions (Deceptions & Cover Plans Project # 29, 1948), OCLC 37161255